# Joan Bofill i Tauler
Joan Bofill i Tauler († 10 de novembre de 2004) fou un advocat català.

## Biografia
Ha estat president i un dels fundadors el 1972 de la Federació Catalana Pro Persones amb Disminució Psíquica, des del qual ha maldat per aglutinar i reforçar les associacions que treballen en el camp del retard mental i millorar la qualitat de vida dels deficients psíquics. El 1985 fou un dels membres del patronat de la Fundació Catalana Tutelar de Disminuïts Psíquics, engegada per l'APPS i per Càritas Diocesana. El 1987 va rebre la Creu de Sant Jordi de la Generalitat de Catalunya.